# Каннский кинофестиваль 1994
47-й Каннский кинофестиваль проходил с 12 по 23 мая 1994 года в Каннах (Франция). Президентом жюри стал Клинт Иствуд, место вице-президента заняла Катрин Денёв. Фаворитом считался польский фильм Кшиштофа Кесьлёвского «Три цвета: Красный», но он не получил ни одной награды. Обладателем главного приза стал Квентин Тарантино с фильмом «Криминальное чтиво».

## Жюри
- Клинт Иствуд, режиссёр, продюсер, актёр
- Катрин Денёв, актриса, продюсер
- Пупи Авати, режиссёр, сценарист
- Кадзуо Исигуро, сценарист
- Александр Кайдановский, актёр, режиссёр, сценарист
- Мари-Франсуа Леклер, сценарист
- Син Сан Ок, режиссёр, сценарист
- Лало Шифрин, композитор, актёр
- Ален Терзян, продюсер, актёр

## Фильмы в конкурсной программе
- «Криминальное чтиво», реж. Квентин Тарантино ( США)
- «Экзотика», реж. Атом Эгоян ( Канада)
- «Подручный Хадсакера», реж. Джоэл Коэн, Итан Коэн (Германия /  США /  Великобритания)
- «Версия Браунинга», реж. Майк Фиггис ( Великобритания)
- «Три цвета: Красный», реж. Кшиштоф Кесьлёвский ( Франция /  Швейцария /  Польша)
- «Коварство славы», реж. Мишель Блан ( Франция)
- «Скрипач» / Le Joueur de violon, реж. Шарль Ван Дамм ( Германия] /  Франция /  Бельгия)
- «Barnabo delle montagne», реж. Марио Брента ( Франция /  Италия /  Швейцария)
- «Рисовые люди», реж. Ритхи Пань ( Германия /  Франция /  Швейцария /  Камбоджа)
- «Шлюхи», реж. Аурелио Гримальди ( Италия)
- «Дорогой дневник», реж. Нанни Моретти ( Италия /  Франция)
- «Конфуцианский конфуз», реж. Эдвард Янг ( Тайвань)
- «Жить», реж. Чжан Имоу ( Китай /  Гонконг)
- «Курочка Ряба», реж. Андрей Кончаловский ( Россия /  Франция)
- «Миссис Паркер и порочный круг», реж. Алан Рудольф ( США)
- «Патриоты», реж. Эрик Рошан ( Франция)
- «Чистая формальность», реж. Джузеппе Торнаторе ( Италия /  Франция)
- «Царица ночи», реж. Артуро Рипштейн ( Мексика /  Франция /  США)
- «Королева Марго», реж. Патрис Шеро ( Франция /  Германия /  Италия)
- «Swaham», ( Индия)
- «Незабываемое лето», реж. Лучиан Пинтилие ( Румыния /  Франция)
- «Утомлённые солнцем», реж. Никита Михалков ( Россия)
- «Xime»,  Нидерланды /  Гвинея-Бисау
- «Сквозь оливы», реж. Аббас Кияростами ( Иран /  Франция)
- «Невеста по фотографии», реж. Кайо Хатта ( Япония /  США)